# يوجينة ارنبرغية
أوجينيا ارنبرغية (الاسم العلمي:Eugenia ehrenbergiana) هي نوع من النباتات تتبع جنس الأوجينيا من فصيلة الآسية.